# ドリアン・ホークムーン
ドリアン・ホークムーン（Dorian Hawkmoon）は、マイケル・ムアコックのファンタジー小説『エターナル・チャンピオンシリーズ』の登場人物の一人。

## 概要
ドリアン・ホークムーンは永遠の戦士（エターナル・チャンピオン）の一人であり、メルニボネのエルリックや紅衣の公子コルムなどの他のムアコックのキャラクターとも結びついている。
『ホークムーン・シリーズ』はヨーロッパを舞台とし、中世的な雰囲気を漂わせている。実在の地名やそれを捩った地名が登場する。
シリーズは「ルーンの杖秘録」と「ブラス城年代記」の2部に分かれており、「ルーンの杖秘録」では暗黒帝国グランブレタンと小国カマルグとの戦争が描かれ、他の『エターナル・チャンピオンシリーズ』と異なり、法の神も混沌の神も登場しない。続編の「ブラス城年代記」では「百万世界の合」により歪んだ、様々な次元での永遠の戦士たちの戦いが描かれている。
また、最終巻「タネローンを求めて」ではホークムーンをはじめ、エルリック、エレコーゼ、コルムの4戦士が集い、永遠の戦士たちの旅が終結する。
他の『エターナル・チャンピオンシリーズ』はハヤカワ文庫から出版されているが、『ホークムーン・シリーズ』のみ創元推理文庫から出版されている。

## 登場人物
ドリアン・ホークムーン
永遠の戦士の化身の一人。暗黒帝国に故郷を占領され、反旗を翻すが失敗、額に「黒い宝石」を埋め込まれブラス城攻略の手先にされてしまう。ブラス伯爵らの手助けにより宝石の脅威を逃れた後は彼らと共に暗黒帝国に立ち向かう。行動の人であり、他の永遠の戦士とは異なり自らの運命に思い悩むことはあまりない。
ブラス伯爵
カマルグ太守。政戦両略の勇者。自らの信念から暗黒帝国の招聘を断ったことにより、帝国と敵対してしまう。
イッセルダ
ブラス伯爵の娘。ホークムーンと恋に落ち結婚する。帝国との最終決戦では戦士として戦う。
メリアダス
暗黒帝国随一の将軍。ホークムーンらの活躍によりブラス城攻略に失敗し復讐に燃える。
オラダーン
英雄の介添人。山の巨人と魔法使いの間に生まれた半獣人。ホークムーンが宝石を取り除く旅で出会い、以降彼と行動を共にする。
ダヴェルグ
暗黒帝国の軍人。元はフランスの建築家。ホークムーンの捕虜となり彼のたびに同行するうち奇妙な友情を芽生えさせる。
黒玉と黄金の戦士
「ルーンの杖」に仕える戦士。真の名は不明で、身の纏う鎧から黒玉と黄金の戦士と呼ばれる。
ジャリー・ア・コーネル
英雄の介添人。コルムの世界のジャリーと同一人物。ブラス城年代記でホークムーンに同行する。
ジェハミア・コーナーリアス
「ルーンの杖」の精霊。少年の姿をしている。

## アイテム
黒い宝石
暗黒帝国の科学技術により生み出された宝石。ホークムーンの額に埋め込まれその行動を監視し、場合によっては死に至らしめることもできる。
赤い護符
持つものに強大な力を与える護符。他者を催眠状態にすることもできるが、ルーンの杖に仕える正当な所持者以外が持てば精神を狂わせる。
夜明けの剣
「黒の剣」の顕現の一つ。「赤い護符」同様ルーンの杖に仕える正当な所有者が振るえば「夜明けの軍団」を召喚できる。
ルーンの杖
法と混沌の秩序維持のために黒の剣と同時に作られた杖。黒の剣に対するもの。
火炎槍
いわゆる火炎放射器や光線銃に類するもの。ホークムーンの世界の軍で広く使われている。中・遠距離用の兵器。
オーニソプター
暗黒帝国が開発した空中移動用の乗り物。

## 刊行リスト・あらすじ
ルーンの杖秘録1 額の宝石
ドイツのケルンを治める若き領主ドリアン・ホークムーンは暗黒帝国グランブレタンに対し反乱を起こす。しかしそれに破れ捕らえられたホークムーンは虚脱状態に陥る。狼騎士団団長メリアダス男爵はホークムーンの額に彼の行動を監視する黒い宝石を埋め込み、勇者ブラス伯爵が治めるカマルグのブラス城攻略のための手先とした。
ルーンの杖秘録2 赤い護符
「黒い宝石」から開放されたホークムーンは恋人イッセルダの待つブラス城への帰還の徒につくが、暗黒帝国の追撃にあってしまう。追撃をかわしイッセルダが誘拐されたことを知ったホークムーンは半獣人オラダーン、暗黒帝国の軍人ダヴェルグと共に狂える神に戦いを挑む。
ルーンの杖秘録3 夜明けの剣
カマルグを別の次元へと移しブラス城は平穏を得たが、一人の侵入者によりその平穏は長くは続かないと推測された。ホークムーンとダヴェルグは暗黒帝国に潜入し侵攻の危機を知る。帝国を脱出した二人は「黒玉と黄金の戦士」に導かれ「夜明けの剣」を探す旅に出る。
ルーンの杖秘録4 杖の秘密
「夜明けの剣」を手に入れたホークムーンは「ルーンの杖」を手に入れろとの「黒玉と黄金の戦士」の言葉を無視し船をカマルグへと向ける。しかし船は難破し否応なしに「ルーンの杖」探索のたびに出ねばならなくなる。一方暗黒帝国はブラス城を元の次元に戻す方法を発見しつつあり、メリアダス男爵は自らの野心のための行動を起こす。
ブラス城年代記1 ブラス伯爵
暗黒帝国の滅亡から5年。ブラス城とカマルグは平穏を取り戻し、ホークムーンは妻イッセルダとの間に二子をもうけていた。ホークムーンとイッセルダの統治により平和なカマルグで事件が起こった。ブラス伯爵の幽霊が現れ、ホークムーンを裏切り者と罵っているというのだ。ホークムーンはブラス伯爵と対面するが、ブラス伯爵はホークムーンを知らなかった。
ブラス城年代記2 ギャラソームの戦士
ブラス伯爵を甦らせる代わりに愛妻イッセルダと二人の子供を失ったホークムーンは狂人と化した。ブラス伯爵はイッセルダは暗黒帝国との最終決戦で戦死したと言うがホークムーンは信じず、妻を取り戻す手立てを考えていた。そんなある日カティンカと名乗る女性が現れホークムーンは彼女と共に何処かで生きている妻を求めて旅に出る。女戦士カティンカ、介添人ジャリー・ア・コーネルと次元の裂け目を抜けホークムーンはギャラソームの女戦士イリアンに転生する。
ブラス城年代記3 タネローンを求めて
ギャラソームのイリアンとしての戦いにより妻を取り戻したホークムーンだが、二人の子供の行方はいまだ知れない。子供を取り戻す手段を講じるべくかつて暗黒帝国であったグランブレタンの首都へ赴くホークムーン。しかし「百万世界の合」が近づきホークムーンは「タネローン」を探す黒い船に乗船することになる。その船には「紅衣の公子コルム」「エレコーゼ」がすでに乗船していた。さらに船はホークムーンと「エルリック」を乗せる。

## 共演
最終巻「タネローンを求めて」では4人の永遠の戦士が一堂に会す。この巻に於いて4人の戦士の旅が終結するが、コルムの最後だけが別のバージョン（「雄馬と剣」のラストシーンにさらに追加される形）になっている。また『エルリック・サーガ』の新三部作の最終巻「白き狼の息子」では平行世界のホークムーンが登場する。

## カバーイラスト
日本語版の「ルーンの杖秘録」の旧版のイラストは高塚又三郎が担当している。新版からは天野喜孝がカバーイラストを担当しているが、挿絵は高塚又三郎のままである。「ブラス城年代記」ではカバーイラスト、挿絵共に天野喜孝が描いている。